# Дельпи, Альбер
Альбе́р Дельпи́ (фр. Albert Delpit; 30 января 1849 года, Новый Орлеан — 5 января 1893 года, Париж) — французский романист и драматург; брат Эдуарда Дельпи; сотрудник и личный секретарь Александра Дюма-отца.

## Биография
Сын богатого табачного коммерсанта, обустроившегося в США. Для получения образования был послан во Францию, учился в Париже и Бордо. Сотрудничал с Александром Дюма-отцом, работал его секретарём.
Уже в 1869 г. Французская академия премировала его «L’apothéose de Lamartine». После войны 1870-71 г., в которой он участвовал, издал стихотворения «L’invasion» (1872) и поэму «Le Repentir ou Récit d’un curé de campagne» (1873), также премированные академией.
Избежал преследования коммунаров благодаря своему американскому гражданству; французское получил в 1892 году.
Кроме своей литературной деятельности Альбер Дельпи прославился дуэлью с Альфонсом Доде, состоявшейся 28 мая 1883 года. Её причиной послужили критические замечания в адрес творчества Доде. Дельпи обвинил его в подражании Шатобриану и Диккенсу. В самом начале дуэли Дельпи был ранен в предплечье, и поединок прекратился.

## Творчество
Его драма «Robert Pradel» (1873) провалилась на первом же представлении; мало успеха имели драма «Jean Nu-Pieds» (1875) и комедии «Le Message de Scapin» (1876, в стихах) и «Les chevaliers de la Patrie» (1876); много представлений выдержала его комедия «Сын Корали» (Le Fils de Coralie, 1880) и с успехом прошли «Les Macroix» (1883), «Le Père de Martial», «Passionnément» (1891) и др. Большая часть его пьес переложена им из своих же романов, которых он написал очень много и большей частью печатал с 1877 года в «Revue des Deux Mondes».
Наибольшую популярность Альберу Дельпи принесли романы «Le compagnon du roi», «Le Fils de Coralie», «Le Père de Martial», «Un Monde qui s’en va», серия романов: «Passionnément», «Comme dans la vie» и «Toutes les deux».
В «Revue des Deux Mondes» появлялись и его стихотворения, изданные отдельно под названием «Les Dieux qu’on brise» (1881).
В 1891 году академией были премированы его патриотические стихотворения «Poésies».

## Основные работы
Романы
- Les Malédictions, 1869
- L’Invasion 1870, 1870. Réédition : L’Invasion, 1870—1871, 1871
- Jean-nu-pieds, chronique de 1832, 1874
- Les Compagnons du roi, 1874
- La Vengeresse, 1874
- La Famille Cavalié, 2 vol., 1878
- Le mystère du Bas-Meudon, 1878
- Le Fils de Coralie, 1879
- Le Mariage d’Odette, 1880
- Le Père de Martial, 1881
- La Marquise, 1882
- Les Dieux qu’on brise. Le Repentir, 1891
- Amours cruelles, 1884
- Solange de Croix-Saint-Luc, 1885
- Disparu, 1888
- Thérésine , 1888
- Un monde qui s’en va, 4 vol., 1899—1892

Пьесы
- L’Apothéose de Lamartine, à-propos en 1 acte en vers. Paris, Gaîté, 9 mai 1869
- La Voix du maître, à-propos en 1 acte, en vers, Paris, Odéon, 15 janvier 1870
- Le Voyage de Scapin, scène en vers dite, Paris, Comédie-Française, 15 janvier 1875
- La Sœur de charité, Paris, Vaudeville, 11 juillet 1875
- Jean-nu-pieds, drame en 4 actes en vers, Paris, Vaudeville, 9 août 1875
- Le Fils de Coralie, comédie en 4 actes en prose, Paris, Gymnase-Dramatique, 16 janvier 1880
- Le Père de Martial, pièce en 4 actes, Paris, Gymnase-Dramatique, 20 avril 1883
- Les Maucroix, comédie en 3 actes en prose, Paris, Comédie-Française, 4 octobre 1883
- Mademoiselle de Bressier, drame en 5 actes, Pairs, Ambigu-Comique, 19 avril 1887
- Passionnément, comédie en 4 actes, Paris, Odéon, 3 mars 1891

Поэзия
- Le Repentir, récit d’un curé de campagne, poème, 1873
- La Vieillesse de Corneille, poésie, 1877
- Sur les bords de la Nonnette et de la Beuvronne, rimes fantaisistes, 1886
- Poésies. Les Chants de l’invasion. Les Dieux qu’on brise, 1891

Другие произведения
- La Volonté nationale, 1870
- Huit jours d’histoire : le commandement de l’amiral Saisset du 19 au 25 mars 1871, 1871
- Les Prétendants : les Bourbons, les d’Orléans, l’Empire, la Commune, la République, 1872